# Somme télescopique
Pour les articles homonymes, voir Télescopique.
 (mars 2024).
Si vous disposez d'ouvrages ou d'articles de référence ou si vous connaissez des sites web de qualité traitant du thème abordé ici, merci de compléter l'article en donnant les références utiles à sa vérifiabilité et en les liant à la section « Notes et références ».

Animation d'une somme télescopique, qui se range comme un télescope lorsque les termes s'annulent.

En analyse, l'expression somme télescopique désigne informellement une somme dont les termes s'annulent de proche en proche :
La formulation vient de l'image d'un télescope que l'on replie.
Lorsqu'on effectue cette simplification, on emploie en général la phrase « l'expression se simplifie par télescopage ».

## Formule de télescopage et série télescopique
Si {\displaystyle (a_{n})} est une suite numérique, la série télescopique correspondante est la série de terme général {\displaystyle a_{n+1}-a_{n}}. La formule de télescopage s'écrit alors
La convergence de la série télescopique {\textstyle \sum (a_{n+1}-a_{n})} équivaut donc à la convergence de la suite {\displaystyle (a_{n})} , et {\textstyle \sum _{n=0}^{\infty }(a_{n+1}-a_{n})=\lim a_{n}-a_{0}}
On peut voir cette formule comme une version discrète de la formule d'intégration : {\displaystyle \int _{a}^{b}f'(x)\mathrm {d} x=f(b)-f(a)}.

## Exemples d'applications
- L'exemple le plus connu est peut-être la formule des séries géométriques : on a

{\displaystyle {\begin{aligned}(1-x)\sum _{k=0}^{n}x^{k}&=(1-x)(1+x+x^{2}+\cdots +x^{n})\\&=(1-x)+(x-x^{2})+(x^{2}-x^{3})+\dotsb +(x^{n}-x^{n+1})\\&=1-x^{n+1}\end{aligned}}}
ou, plus formellement, 
{\displaystyle (1-x)\sum _{k=0}^{n}x^{k}=\sum _{k=0}^{n}(x^{k}-x^{k+1})=1-x^{n+1}.}
- Les formules {\displaystyle \sum _{k=1}^{n}k\times k!=(n+1)!-1} et {\displaystyle \sum _{k=1}^{n}{\frac {k}{(k+1)!}}=1-{\frac {1}{(n+1)!}}} s'obtiennent par télescopage après avoir écrit {\displaystyle k=k+1-1}.
- La formule concernant la suite de Fibonacci : {\displaystyle \sum _{k=0}^{n}F_{k}=F_{n+2}-1} s'obtient en écrivant {\displaystyle F_{k}=F_{k+2}-F_{k+1}}.
- La formule de la crosse de Hockey pour les coefficients binomiaux : {\displaystyle \sum _{k=p}^{n}{\binom {k}{p}}={\binom {n+1}{p+1}}} s'obtient par télescopage en utilisant la relation de Pascal : {\displaystyle {\binom {k}{p}}={\binom {k+1}{p+1}}-{\binom {k}{p+1}}}.
- La relation remarquable {\displaystyle 1^{3}+2^{3}+...+n^{3}=(1+2...+n)^{2}} peut s'obtenir par télescopage.

En effet, si {\displaystyle a_{n}=(0+1+2+...+n)^{2}={\frac {n^{2}(n+1)^{2}}{4}}}, alors 
{\displaystyle a_{k}-a_{k-1}={\frac {k^{2}(k+1)^{2}-k^{2}(k-1)^{2}}{4}}=k^{2}{\frac {4k}{4}}=k^{3}.}
On en déduit
{\displaystyle \sum _{k=1}^{n}k^{3}=\sum _{k=1}^{n}(a_{k}-a_{k-1})=a_{n}-a_{0}=(1+2+...+n)^{2}.}
- Plus généralement, les sommes des {\displaystyle n} premières puissances p-ièmes des entiers {\displaystyle S_{n}^{p}=\sum _{k=0}^{n}k^{p}} peuvent se calculer de proche en proche grâce à la formule de récurrence (Pascal 1655)  : {\displaystyle (p+1)S_{n}^{p}=(n+1)^{p+1}-\sum _{q=0}^{p-1}{\binom {p+1}{q}}S_{n}^{q}}, formule se démontrant par télescopage et à l'aide de la formule du binôme.   
En effet, par télescopage : {\displaystyle \sum _{k=0}^{n}((k+1)^{p+1}-k^{p+1})=(n+1)^{p+1}}.   
Et par la formule du binôme, {\displaystyle \sum _{k=0}^{n}((k+1)^{p+1}-k^{p+1})=\sum _{k=0}^{n}\sum _{q=0}^{p}{\binom {p+1}{q}}k^{q}=\sum _{q=0}^{p}{\binom {p+1}{q}}\sum _{k=0}^{n}k^{q}=(p+1)S_{n}^{p}+\sum _{q=0}^{p-1}{\binom {p+1}{q}}S_{n}^{q}}  d'où la formule annoncée.
- La décomposition en éléments simples permet parfois une réécriture sous forme télescopique ; par exemple, puisque

{\displaystyle {\frac {1}{x(x+1)}}={\frac {1}{x}}-{\frac {1}{x+1}},}
on a (si {\displaystyle -\alpha \notin \mathbb {N} }) : 
{\displaystyle {\begin{aligned}\sum _{k=0}^{\infty }{\frac {1}{(k+\alpha )(k+\alpha +1)}}&=\sum _{k=0}^{\infty }\left({\frac {1}{k+\alpha }}-{\frac {1}{k+\alpha +1}}\right)\\&=\left({\frac {1}{\alpha }}-{\frac {1}{\alpha +1}}\right)+\left({\frac {1}{\alpha +1}}-{\frac {1}{\alpha +2}}\right)+\cdots \\&={\frac {1}{\alpha }}+\left(-{\frac {1}{\alpha +1}}+{\frac {1}{\alpha +1}}\right)+\left(-{\frac {1}{\alpha +2}}+{\frac {1}{\alpha +2}}\right)+\cdots ={\frac {1}{\alpha }}.\end{aligned}}}
- De nombreuses séries trigonométriques admettent une représentation comme différence permettant un télescopage :

{\displaystyle {\begin{aligned}\sum _{k=1}^{n}\sin \left(k\right)&=\sum _{k=1}^{n}{\frac {1}{2\sin \left({\frac {1}{2}}\right)}}\left(2\sin \left({\frac {1}{2}}\right)\sin \left(k\right)\right)\\&={\frac {1}{2\sin \left({\frac {1}{2}}\right)}}\sum _{k=1}^{n}\left(\cos \left({\frac {2k-1}{2}}\right)-\cos \left({\frac {2k+1}{2}}\right)\right)\\&={\frac {1}{2\sin \left({\frac {1}{2}}\right)}}\left(\cos \left({\frac {1}{2}}\right)-\cos \left({\frac {2n+1}{2}}\right)\right).\end{aligned}}}
- Plus généralement, les expressions closes suivantes des sommes {\displaystyle C_{n}=\sum _{k=0}^{n}\cos(k\theta +\varphi )} et {\displaystyle S_{n}=\sum _{k=0}^{n}\sin(k\theta +\varphi )} pour {\displaystyle \theta \neq 0\mod 2\pi } :{\displaystyle C_{n}={\frac {\sin \left((n+1){\frac {\theta }{2}}\right)}{\sin {\frac {\theta }{2}}}}\cos \left(n{\frac {\theta }{2}}+\varphi \right),\ S_{n}={\frac {\sin \left((n+1){\frac {\theta }{2}}\right)}{\sin {\frac {\theta }{2}}}}\sin \left(n{\frac {\theta }{2}}+\varphi \right)}peuvent s'obtenir en multipliant par {\displaystyle \sin {\frac {\theta }{2}}} , en linéarisant, puis en télescopant.
- Il convient cependant, dans le cas des séries, de ne pas négliger les questions de convergence ; on pourrait sinon en déduire, par exemple, que

{\displaystyle {\begin{aligned}1+1+1+\cdots &=(2-1)+(3-2)+(4-3)+\cdots \\&=-1+(2-2)+(3-3)+\cdots \\&=-1\end{aligned}}}
(mais les résultats ainsi obtenus ne sont pas toujours dénués de sens ; on pourra à ce sujet consulter l'article série divergente).

## Application à la sommation par parties

### Énoncé et démonstration
Si {\displaystyle (a_{n})} et {\displaystyle (b_{n})} sont des suites, la formule de sommation par parties s'écrit :
En effet, d'une part par télescopage, 
{\displaystyle \sum _{k=0}^{n-1}\left(a_{k+1}b_{k+1}-a_{k}b_{k}\right)=(a_{n}b_{n}-a_{0}b_{0})}
et d'autre part :
{\displaystyle \sum _{k=0}^{n-1}\left(a_{k+1}b_{k+1}-a_{k}b_{k}\right)=\sum _{k=0}^{n-1}\left(a_{k+1}(b_{k+1}-b_{k})+(a_{k+1}-a_{k})b_{k}\right)}

### Exemple d’application
{\displaystyle (x-1)\sum _{k=0}^{n-1}kx^{k}=\sum _{k=0}^{n-1}k(x^{k+1}-x^{k}){\overset {formule}{=}}nx^{n}-\sum _{k=0}^{n-1}x^{k+1}=nx^{n}-{\frac {x^{n+1}-x}{x-1}}}, dont on tire :

## Produit télescopique

### Formule
La version multiplicative de la formule de télescopage s'écrit, pour une suite {\displaystyle (a_{n})} jamais nulle : 
La convergence du produit infini télescopique {\displaystyle \prod {\frac {a_{n+1}}{a_{n}}}} équivaut donc à la convergence de la suite {\displaystyle (a_{n})} vers une limite {\displaystyle \ell \neq 0}, et {\displaystyle \prod _{n=0}^{\infty }{\frac {a_{n+1}}{a_{n}}}={\frac {\ell }{a_{0}}}.}

### Exemples
- En remarquant que {\displaystyle 2\cos a={\frac {\sin 2a}{\sin a}}}, on a :  
{\displaystyle 2^{n}\prod _{k=0}^{n-1}\cos(2^{k}\alpha )=\prod _{k=0}^{n-1}{\frac {\sin(2^{k+1}\alpha )}{\sin(2^{k}\alpha )}}={\frac {\sin(2^{n}\alpha )}{\sin \alpha }}} (généralisation de la loi de Morrie), ce qui équivaut à {\displaystyle \prod _{k=1}^{n}\cos {\frac {a}{2^{k}}}={\frac {\sin a}{2^{n}\sin {\frac {a}{2^{n}}}}}} et donne {\displaystyle \prod _{k=1}^{\infty }\cos {\frac {a}{2^{k}}}={\frac {\sin a}{a}}} ;
- {\displaystyle \prod _{n=2}^{N}\left(1-{\frac {1}{n^{2}}}\right)=\prod _{n=2}^{N}{\frac {\frac {n+1}{n}}{\frac {n}{n-1}}}={\frac {\frac {N+1}{N}}{2}}}, d'où {\displaystyle \prod _{n=2}^{\infty }\left(1-{\frac {1}{n^{2}}}\right)={1 \over 2}} ;
- {\displaystyle \prod _{n=2}^{N}{\frac {n^{3}-1}{n^{3}+1}}=\prod _{n=2}^{N}{\frac {\frac {n^{2}+n+1}{n^{2}+n}}{\frac {n^{2}-n+1}{n^{2}-n}}}={\frac {\frac {N^{2}+N+1}{N^{2}+N}}{3/2}}}, d'où {\displaystyle \prod _{n=2}^{\infty }{\frac {n^{3}-1}{n^{3}+1}}={2 \over 3}}.